# Die Fotografin
Die Fotografin ist ein britischer Spielfilm von Ellen Kuras aus dem Jahr 2023. Die Filmbiografie behandelt das Leben der Kriegsfotografin Lee Miller (1907–1977). Die Titelrolle übernahm Kate Winslet. Das Werk wurde im September 2023 beim Filmfestival von Toronto uraufgeführt. Der deutsche Kinostart war am 19. September 2024.

## Handlung
Lee Miller sitzt in ihrem Landhaus im Wohnzimmer und gibt dem Journalisten Tony ein Interview. Die Atmosphäre zwischen den beiden ist angespannt, und Lee breitet nach und nach ihr Lebenswerk an Fotografien auf dem Wohnzimmertisch aus. Lee Miller erzählt von sich als junger Fotografin und früherem Supermodel, die Mitte der 1930er Jahre mit einer Mittelformatkamera ausgestattet im idyllischen Cornwall mit befreundeten Künstlern und Künstlerinnen weilt. Die drohende Gefahr durch die Nationalsozialisten und den anstehenden Zweiten Weltkrieg kann die Gruppe weder ernst nehmen noch begreifen.
Sie lernt den Galeristen und Maler Roland Penrose kennen, und beide fühlen sich zueinander hingezogen. Sie verbringen eine leidenschaftliche Nacht miteinander. Am nächsten Morgen versuchen Lees Freundinnen, sie zu überreden, nach Paris zu kommen. Lee hegt Zweifel und stellt das Vorhaben in Frage, da sie nicht wisse, was sie in Paris solle. Sie geht mit Roland nach London, wo sie nach anfänglichen Schwierigkeiten Fotografin für die Vogue wird. Dank Audrey Withers, der Herausgeberin der englischen Vogue, erhält sie kontinuierlich Aufträge, und ihre Bildserien werden abgedruckt. Die zwei Frauen freunden sich an und behaupten sich in der von Männern geprägten und dominierten Verlagsszene.
Während des London Blitz zieht die Redaktion der Vogue in den Keller, und Lee beginnt, das vom Krieg zerstörte London zu fotografieren. Lees Drang, die Kriegsszenarien direkt an der Front zu dokumentieren, scheitert zunächst, da die britischen Behörden Frauen keinen Zugang zur Militärpresseberichterstattung gewähren. Der befreundete Fotograf David Scherman erinnert sie daran, dass sie Amerikanerin ist, und zusammen reisen sie nach Frankreich in Frontnähe. Es beginnt eine Reise, die Lee die unfassbaren Gräueltaten des Kriegsgeschehens erleben lässt. Ihr Blick richtet sich dabei insbesondere auf das Leid der Frauen, die unter den widrigen Bedingungen oft Vergewaltigungen und anderen Erniedrigungen durch Soldaten ausgesetzt waren.
Sie dokumentiert aus nächster Nähe die öffentliche Denunzierung von französischen Frauen, die Beziehungen zu deutschen Besatzern eingegangen sind. Als Kollaborateurinnen werden ihnen die Haare abgeschoren. Lee, die ihre in Paris lebenden Freunde aufzusuchen versucht, wird mit der Tatsache konfrontiert, dass viele Menschen plötzlich verschwunden sind. Nach der Befreiung von Paris reist Roland zu ihr und versucht, sie zu überreden, mit ihm nach London zu kommen. Lee weigert sich und reist mit David ins zerbombte Deutschland. Dabei gelangen sie an Orte, gerade erst befreite Konzentrationslager und andere Schauplätze wie Waggons voller Leichen, die sie mit großem Entsetzen fotografisch festhalten. Die dabei entstandenen Fotografien und Begegnungen mit Überlebenden prägen Lee nachhaltig.
Sie dokumentiert auch die Täter, indem sie den Gruppensuizid hochrangiger SS-Mitglieder und deren Angestellter festhält. Als sie sich Zugang zum Prinzregentenplatz, Hitlers Wohnsitz in München, verschafft, inspizieren beide die Räumlichkeiten, in denen nun Offiziere der amerikanischen Befreier sitzen und plaudern. Lee stellt im Badezimmer fest, dass es tatsächlich warmes Wasser gibt. Sie lässt heißes Wasser ein, entkleidet sich und positioniert ihre Mittelformatkamera auf einem Stativ, die Badewanne im Fokus. Zusätzlich platziert sie ein Porträt Hitlers. Die schmutzigen Stiefel, die schlammige Spuren auf dem weißen Vorleger hinterlassen, sind ein weiteres Detail. Schließlich steigt Lee in die Wanne, verdeckt ihre Brüste, da das Foto sonst zensiert werden würde, und bittet Scherman, den Blitz und die Kamera auszulösen.
Lee kehrt nach London zurück und ist wütend, als Audrey ihre Fotografien in der englischen Vogue nicht veröffentlicht. Sie zerstört daraufhin einen Teil der Negative und Fotografien in der Redaktion der Vogue. Audrey versucht Lee zu erklären, dass diese Fotografien nicht passend seien, da sie nicht dazu beitragen würden, den Fokus auf das positive Kriegsende zu legen. Hier werden die traumatischen Erfahrungen Lees, die sie während der Zeit nach der Befreiung des nationalsozialistischen Deutschlands gemacht hat, deutlich. Audrey versucht vergeblich, Lee zu besänftigen. Auch die Gewissheit, dass sie die Fotografien, die historischen Wert haben, an die amerikanische Vogue gesandt hat, kann Lee kaum beruhigen.
Die letzte Szene zeigt die gealterte Lee, Jahrzehnte nach dem Krieg, wieder mit dem Journalisten Tony. Lee zieht plötzlich eine Schachtel mit sehr persönlichen Erinnerungen hervor, deren Inhalt sie Tony zeigt. Darin sind seine erste Haarlocke, das erste Bild und andere Dinge verwahrt. Während Tony fassungslos diese Gegenstände betrachtet, verschwindet Lee. Jetzt erst wird deutlich, dass Tony der Sohn von Lee ist. Im Abspann wird klar, dass das Interview ein rein fiktives Gespräch war, das Mutter und Sohn so nie geführt haben. Antony „Tony“ Penrose fand erst nach Lees Tod ihre Bilder auf dem Dachboden und erfuhr von ihrem früheren Leben.

## Synchronisation
Die deutsche Fassung entstand bei der Neue Ton Film Film- und Synchronproduktion GmbH in Grünewald. Das Dialogbuch schrieb Eva Schaaf. Die Dialogregie übernahm Lilli-Hannah Hoepner. Kate Winslet wurde von Ulrike Stürzbecher synchronisiert. Sie ist seit dem Film Sinn und Sinnlichkeit bis auf wenige Ausnahmen Kate Winslets deutsche Standardstimme.
| Darsteller          | Rolle                  | Synchronsprecher      |
| ------------------- | ---------------------- | --------------------- |
| Kate Winslet        | Elizabeth „Lee“ Miller | Ulrike Stürzbecher    |
| Andy Samberg        | David E. Scherman      | Marius Clarén         |
| Alexander Skarsgård | Roland Penrose         | Sascha Rotermund      |
| Marion Cotillard    | Solange D’Ayen         | Natascha Geisler      |
| Josh O’Connor       | Tony                   | Daniel Schlauch       |
| Andrea Riseborough  | Audrey Withers         | Anna Grisebach        |
| Noémie Merlant      | Nusch Éluard           | Maximiliane Häcke     |
| Arinzé Kene         | Major Jonesy           | Jonathan Kwesi Aikins |
| Vincent Colombe     | Paul Éluard            | Tobias Nath           |
| Patrick Mille       | Jean D’Ayen            | Nicholas Reinke       |
| Samuel Barnett      | Cecil Beaton           | Manuel Straube        |
| Zita Hanrot         | Adrienne „Ady“ Fidelin | n.n.                  |

## Entstehungsgeschichte

### Ankündigung des Projekts und Casting der Darsteller
Die Fotografin ist das Spielfilmdebüt der vor allem als Kamerafrau und Dokumentarfilmerin bekannten Ellen Kuras. Das Filmprojekt wurde im Oktober 2015 angekündigt, während zur selben Zeit die Ausstellung Lee Miller: A Woman’s War im Imperial War Museum in London eröffnet wurde. Die Produzenten Troy Lum und Andrew Mason hatten sich mit ihrer Gesellschaft Hopscotch Features die Filmrechte an der Biografie The Lives of Lee Miller (1985) von Millers Sohn Antony Penrose gesichert. Dies beinhaltete auch exklusiven Zugang zum von Penrose verwalteten Archiv seiner Mutter, inklusive ihrer Fotos und Tagebücher. Zum damaligen Zeitpunkt stand nur die Mitwirkung von Kate Winslet in der Titelrolle fest. Die britische Schauspielerin gab an, „durch eine Reihe außergewöhnlicher Ereignisse“ an den Part gelangt zu sein. Dazu zählte sie auch den Erwerb eines Tisches, der einst Miller gehört und an dem diese Zeit in Gesellschaft von Pablo Picasso oder Max Ernst verbracht haben soll. Winslet charakterisierte ihre Figur als „eine großartige Explosion der Extreme […] Eine extreme Liebhaberin, Denkerin, Lebensbejaherin, Köchin, Vogue-Covergirl, Kriegskorrespondentin, Ikone, Mutter“, die von der „Geschichte weitgehend unverstanden“ zurückgelassen worden sei. Penrose selbst begrüßte seinerzeit die Verpflichtung von Winslet und sollte auch als Berater bei der Produktion mitwirken.
Das Filmprojekt nahm erst mehr als vier Jahre später an Fahrt auf, als im Juni 2016 die Verpflichtungen von Kuras als Regisseurin sowie von Liz Hannah als Drehbuchautorin bekanntgegeben wurden. Winslet und Kuras kannten sich von den Dreharbeiten an der preisgekrönten Tragikomödie Vergiss mein nicht! (2004). Die Schauspielerin und die Kamerafrau hatten Kontakt zueinander gehalten und zuvor ein gemeinsames Filmprojekt andiskutiert. Zum weiteren Schauspielensemble gehörten unter anderem Andy Samberg als Life-Fotograf David E. Scherman (1916–1997), Alexander Skarsgård als Lees späterer Ehemann Roland Penrose (1900–1984), Marion Cotillard als Modechefin der französischen Vogue Solange D’Ayen (1898–1976), Josh O’Connor als junger Journalist Tony, Andrea Riseborough als Vogue-Journalistin Audrey Withers (1905–2001), Noémie Merlant und Vincent Colombe als Ehepaar Nusch (1906–1946) und Paul Éluard (1895–1952), Samuel Barnett als Fotograf Cecil Beaton (1904–1980) sowie Zita Hanrot als Adrienne „Ady“ Fidelin (1915–2004), eine Muse Man Rays. Ursprüngliche hätte Jude Law den Part des Roland Penrose bekleiden sollen.

### Dreharbeiten und Produktion
Die Dreharbeiten sollten ab September 2022 in Kroatien beginnen und waren bis Dezember desselben Jahres angesetzt. In Kroatien kam es zu einem Zwischenfall, als Winslet während des Drehs stürzte und vorsorglich in einem Krankenhaus behandelt wurde. Als weitere Drehorte waren London und Ungarn vorgesehen. Zum weiteren Filmteam gehörten Kameramann Paweł Edelman, Szenenbildnerin Gemma Jackson, Kostümbildner Michael O’Connor, Maskenbildnerin Ivana Primorac sowie Filmkomponist Alexandre Desplat.
Als Produzenten traten neben Troy Lum, Andrew Mason und Kate Winslet noch Lauren Hantz, Marie Savare und Kate Solomon in Erscheinung. Als weitere Drehbuchautoren arbeiteten neben Liz Hannah auch Lem Dobbs, John Collee und Marion Hume an dem Filmskript. An der Produktion beteiligte Unternehmen waren MS Participations, Rocket Science, Hantz Motion Pictures und Sky Originals in Zusammenarbeit mit Pasaca Entertainment. Ebenfalls beteiligt waren die Gesellschaften Brouhaha Entertainment, Juggle Films Production, 55 Films und Vogue Studios.

## Veröffentlichung und Rezeption
Die Premiere des Films fand am 9. September 2023 beim Toronto International Film Festival statt. Dort wurde Lee in die Sektion Gala Presentations eingeladen.
Von den auf der Website Rotten Tomatoes nach der Premiere aufgeführten zwei Dutzend Kritiken sind 71 Prozent positiv („fresh“) und führen zu einer Durchschnittswertung von 6,4 von 10 möglichen Punkten. Rotten Tomatoes fasste die Meinungen der Rezensenten wie folgt zusammen: „Kate Winslets fesselnde Leistung in der Titelrolle trägt dazu bei, Lee über die eher enttäuschend konventionelle Biografie hinauszuheben“. Auf der Website Metacritic erhielt das Werk eine Bewertung von 58 von 100 möglichen Punkten, basierend auf 10 ausgewerteten englischsprachigen Kritiken. Dies entspricht allgemein gemischte oder durchschnittliche Rezensionen („mixed or average“ reviews).
Sandro Biener von what the film resümiert, dass der Film „in weiten Strecken, dem klassischen Standard des Biopics in Hollywood Manier folge und entgegen des  mutigen Geistes  seiner Hauptfigur in geordneten Bahnen und durchinszenierten Bildern auf sein Ende hinziele“. „Hervorzuheben sei vor allem die Darstellung von Kate Winslet, die Miller mit authentisch-entschlossener Stärke für heutige Generationen greifbar mache und sich damit in eine sehenswerte Reihe ihrer kraftvollen Frauenfiguren im 21. Jahrhundert einreihe“. Es sei „eine ihrer Rollen entgegen der Hollywood Konventionen, aus der die Inszenierung selbst allerdings erst zum Schluss etwas ausbreche“.
Ab 2024 soll Kuras’ Regiearbeit für Abokunden über den Streaminganbieter Sky verfügbar gemacht werden. Die Kinoverwertungsrechte für Deutschland sicherte sich Studiocanal. Der deutsche Kinostart war am 19. September 2024.

## Auszeichnungen
Paweł Edelman und Ellen Kuras wurden im Jahr 2023 für den Hauptpreis des auf Kameraarbeit spezialisierten polnischen Filmfestivals Camerimage nominiert. Zwei Jahre später erhielt Hauptdarstellerin Kate Winslet eine Nominierung für den Golden Globe Award.